# Aue Paviljoens

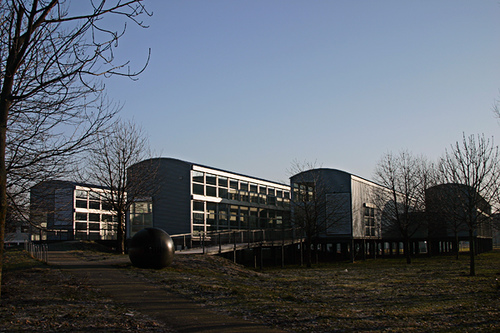
De Aue Paviljoens als onderkomen voor Museum De Paviljoens in Almere

De Aue Paviljoens is een bouwwerk dat in opdracht van Jan Hoet door het Belgische architectenbureau Robbrecht & Daem ontworpen werd voor de tentoonstelling Documenta IX in het Duitse Kassel in 1992.

## Historie
De naam danken de paviljoens aan de locatie waar ze stonden, het Karlsauepark. De Aue Paviljoens werden tijdens de Documenta IX gebruikt als tentoonstellingsruimte en waren bedoeld als tijdelijke locatie. Na afloop van de Documenta IX werden de Aue Paviljoens verwijderd uit het park. Het gebouw werd gekocht door de gemeente Almere en in 1994 in overleg met de architecten geplaatst in de Nederlandse stad. Van 1994 tot 2013 dienden De Paviljoens daar als locatie voor Museum De Paviljoens. De gebouwen werden in 2013 gekocht door ontwikkelaar en belegger Schipper Bosch. Sinds 2014 worden ze onder de naam De Nieuwe Stad Paviljoens gebruikt als onderkomen voor ondernemers in De Nieuwe Stad in Amersfoort.

## Documenta IX
Op Documenta IX werd van de volgende kunstenaars werk tentoongesteld in de Aue Paviljoens: Richard Artschwager, Marco Bagnoli, Herbert Brandl, Raoul De Keyser, Isa Genzken, Gaylen Gerben, Dan Graham, Michael Gross, Tim Johnson, Bhupen Khakhar, Vladimir Kokolia, Mariusz Kruk, Marcel Maeyer, Thom Merrick, Christa Näher, Pekka Nevalainen, Jussi Niva, Martin Puryear, José Resende, Gerhard Richter, Eran Schaerf, Adrian Schiess, Pat Steir, Thomas Struth, Mitja Tušek, Luc Tuymans, Juan Uslé en Henk Visch.